# Monkey version
De term monkey version komt uit de militaire luchtvaartindustrie van de Verenigde Staten. Veel militaire vliegtuigen van de United States Air Force (USAF) bevatten technologie die de Amerikaanse overheid graag voor zichzelf zou houden. Om de toestellen toch te kunnen exporteren werd deze technologie vervangen door minderwaardige systemen of zelfs volledig weggelaten zodat de koper zelf vervangende technologie zou kunnen aanschaffen en installeren. Deze uitgeklede, 'minderwaardige' versies worden spottend 'monkey versions' genoemd.